# Smarr
Smarr ist ein Census-designated place (CDP) im Monroe County im US-Bundesstaat Georgia. Die Volkszählung von 2020 erfasste 218 Einwohner. Der CDP wurde im Jahr 2020 erstmals vom Census definiert. Er ist eine separate Untereinheit in der Culloden–Bolingbroke–Census County Division.

## Lage
Smarr liegt bei den Koordinaten 32° 59' 13.27" Nord und 83° 52' 58.89" West auf einer Höhe von 190 Metern über dem Meeresspiegel etwa 30 Kilometer nordwestlich von Macon. Die 4,4 km² große Fläche des Gebietes beinhaltet laut US-Census keinen Anteil an Wasserfläche. Durch den Ort führen die US-41 von Macon nach Atlanta und die Georgia State Route GA-19, die hier den gleichen Verlauf haben.